# NGC 2613
NGC 2613 é uma galáxia espiral (Sb) localizada na direcção da constelação de Pyxis. Possui uma declinação de -22° 58' 22" e uma ascensão recta de 8 horas, 33 minutos e 22,8 segundos.
A galáxia NGC 2613 foi descoberta em 20 de Novembro de 1784 por William Herschel.